# Robert Reimers
Robert Reimers is een personage uit de Vlaamse soap Thuis dat voorkomt in de serie tijdens de seizoenen 8, 9, 10, 11 en begin seizoen 12. De rol werd gespeeld door Rikkert Van Dijck.

## Fictieve biografie
Robert, een zakenman, was getrouwd met Mathilde. Hij had weinig te zeggen binnen het gezin en probeerde een begrijpende vader te zijn voor zijn zonen Jan en Maarten. Hij vond weinig steun bij zijn vrouw na de dood van hun zoon Jan. Hij probeerde een verzoenende rol te spelen in het conflict tussen Mathilde en Eva. Toen hij erachter kwam dat Mathilde Eva vergiftigde om haar in België te houden, dreigde hij alles aan Eva te vertellen. Om haar kleinzoon Nand niet te verliezen werd Robert door Mathilde vergiftigd.